# وادي أم علي
وادي أم علي إحدى القرى اللبنانية من قرى قضاء بعلبك في محافظة بعلبك الهرمل.